# Neckarwerke Stuttgart
Die Neckarwerke Stuttgart AG (NWS) ist ein ehemals selbständiges Energieversorgungsunternehmen mit Sitz in Stuttgart; seit 2003 eine hundertprozentige Tochter der EnBW.

## Geschichte
Die Neckarwerke Stuttgart AG ist durch den Zusammenschluss der Neckarwerke Elektrizitätsversorgungs AG (NW) in Esslingen am Neckar mit den Technischen Werken der Stadt Stuttgart AG (TWS) in Stuttgart am 1. Januar 1997 hervorgegangen.
Die Sparte Strom umfasste das Stadtgebiet Stuttgart und weite Teile des Mittleren Neckarraums. Zur Sicherung der Stromversorgung war die NWS am Kernkraftwerk Obrigheim (KWO) und der Gemeinschaftskernkraftwerk Neckar GmbH (GKN) beteiligt, ebenso an der Heizkraftwerk Neckar GmbH (HKN) und der Heizkraftwerk Stuttgart GmbH. In den Kernkraftwerken Neckarwestheim und Obrigheim wurden ca. 74 % des Strombedarfs der NWS erzeugt, der restliche Bedarf in konventionellen Kraftwerken oder Heizkraftwerken. Bei der Sparte Gas wurde das Erdgas hauptsächlich von der Gasversorgung Süddeutschland (GVS) bezogen und über eigene Leitungen verteilt. Zudem betätigte sich die NWS über ihre Tochtergesellschaft Thermogas Gas- und Gerätevertriebs GmbH im Vertrieb von Flüssiggasen einschließlich der Planung und dem Bau von Verbrauchsanlagen. Bei der Sparte Fernwärme wurde diese in Stuttgart in den Kraftwerken Münster, Gaisburg sowie den Heizkraftwerken 1 und 2 in Altbach/Deizisau erzeugt. Das Geschäftsfeld Wasser umfasste das Wasserversorgungsgebiet der Stadt Stuttgart. Das Trinkwasser bezog die NWS überwiegend von den beiden großen Zweckverbänden Bodensee-Wasserversorgung (BWV) und Landeswasserversorgung (LW), an denen die NWS beteiligt war. Zum Geschäftsfeld Dienstleistungen gehörte insbesondere die Telekommunikation.

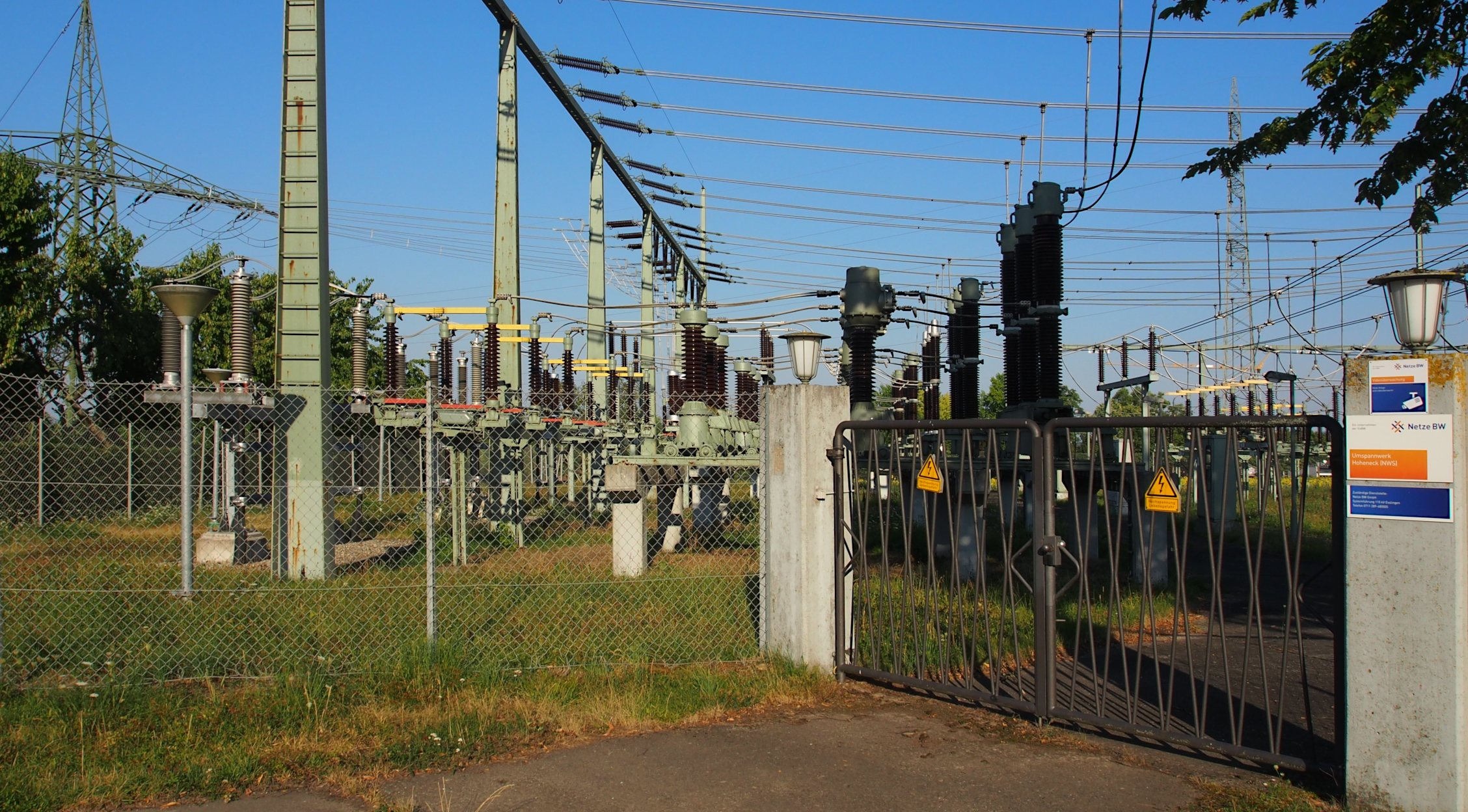
Umspannwerk Hoheneck (NWS) der Netze BW

Mit Beschluss der Hauptversammlung vom März 2002 gliederte die NWS das operative Geschäft in die fünf Tochtergesellschaften NWS Regional AG & Co. KG, NWS Kraftwerke AG & Co. KG, NWS Energie-Vertriebs AG & Co. KG, NWS Service AG & Co. KG und NWS Kundenservice AG & Co. KG aus.
Zum 1. Oktober 2003 wurden die Neckarwerke Stuttgart von der Energie Baden-Württemberg AG (EnBW) übernommen. Die operativen Tochtergesellschaften wurden mit den jeweiligen Parallelgesellschaften der EnBW verschmolzen. Die bisherigen NWS-Kunden wurden damit zu EnBW-Kunden und die Marke NWS ging in den entsprechenden Marken und Produkten der EnBW auf. Die NWS besteht seither als Finanzholding in der Rechtsform einer GmbH.

## Einzelnachweis
1. ↑  Udo Leuschner: Neckarwerke Stuttgart werden in EnBW integriert. In: udo-leuschner.de. August 2003, abgerufen am 18. November 2013.